# Guadalix de la Sierra
Guadalix de la Sierra es un municipio y localidad española de la Comunidad de Madrid, a 49 kilómetros de Madrid en la cuenca del río Jarama. El término municipal cuenta con una población de 6904 habitantes (INE 2024).

## Geografía
El término municipal de Guadalix de la Sierra está integrado, junto con Colmenar Viejo, Hoyo de Manzanares, Manzanares el Real, Soto del Real y Miraflores de la Sierra, en la comarca de la Cuenca Alta del Manzanares (así denominada, aunque no refleja la realidad; puesto que Guadalix de la Sierra y su término municipal nada tienen que ver con el río Manzanares y su cuenca).
Limita al norte con los municipios de Bustarviejo, Navalafuente y Cabanillas de la Sierra; al sur con Colmenar Viejo; al este con Venturada, El Vellón y Pedrezuela; y al oeste con Miraflores de la Sierra.
Su territorio está conformado por un extenso valle situado en plena sierra de Guadarrama y enmarcado por pequeñas formaciones montañosas. Presenta un relieve ondulado y montuoso, con una altitud media de 832 m. Sus mayores elevaciones se encuentran en el cerro de San Pedro (1425 m) y Cancho de Pedrezuela (1149 m), que se alzan en el límite sur con Colmenar Viejo. Al noroeste se elevan los cerros de Cabeza Mojón (931 m) y Mangirona (906 m).
La mayor parte de sus suelos son de composición caliza, lo que explica la existencia de algunas grutas naturales, como la cueva de los Alcores, cueva de los Lobos, cueva de Peñarrubia, etc. El territorio de Guadalix es muy rico en acuíferos. Su principal cauce fluvial es el río Guadalix, cuyas aguas han sido represadas en el embalse de Pedrezuela (inicialmente denominado de El Vellón), que adopta dentro del término municipal una posición casi radial, desde el borde oriental del núcleo hasta el límite con el municipio de Pedrezuela. En el embalse desaguan el resto de arroyos que riegan el término, como son el de Sequillo, Valdesalices, Mosquil, Gargüera, Sabuquillo, Albalá, Valdemoro, del Valle, etc. Además en el subsuelo abundan las aguas subterráneas, que afloran a través de manantiales, como la Fuente del Espinar y El Pilancón (este último abastecía de agua a la población hasta que, a principios del siglo XXI, se traspasó la gestión al Canal de Isabel II, abasteciendo al municipio de Guadalix con agua canalizada proveniente de los embalses del río Lozoya). A causa de su ubicación en el valle, Guadalix de la Sierra goza de un microclima característico, con inviernos no demasiado fríos y veranos de suaves temperaturas.
En el entorno natural del municipio predominan bosques de alcornoques, encinas y enebros. La fauna está representada por una importantísima colonia de cigüeñas blancas, así como interesantes ánades y aves acuáticas que habitan en las riberas del embalse. Curiosamente, no es muy difícil observar algún ejemplar de cérvido que baja de las laderas de los montes y se acerca a las aguas del pantano.
Como parajes de singular atractivo paisajístico y natural se mencionan: el embalse de Pedrezuela con su entorno, el cerro de San Pedro, las formaciones calizas al este de la población, los sotos de las riberas del arroyo de Valdesalices al noroeste del cerro de San Pedro, etc. También cuenta con las áreas recreativas Virgen del Espinar -agua, río, arbolado, fuentes, mesas y barbacoas-, y parque 1 de Mayo -arbolado, embalse de Pedrezuela, fuente y mesas-. Guadalix de la Sierra ofrece diversas alternativas para la práctica del senderismo y otras actividades al aire libre, tales como las rutas de la ascensión al cerro de San Pedro; Guadalix-San Agustín, siguiendo el antiguo camino rural entre ambas poblaciones; Guadalix-Puerto de la Morcuera, ascendiendo el cauce del Guadalix.
Otras actividades son la escalada de las paredes calizas de Peñarrubia; espeleología en la cueva de los Alcores; práctica de vela, windsurf y piragüismo en el embalse de Pedrezuela.
El casco urbano de Guadalix se ubica en el extremo occidental del valle del Guadalix, sobre una fértil y amplia vega, hoy en buena parte sumergida por las aguas del embalse de Pedrezuela.

## Historia

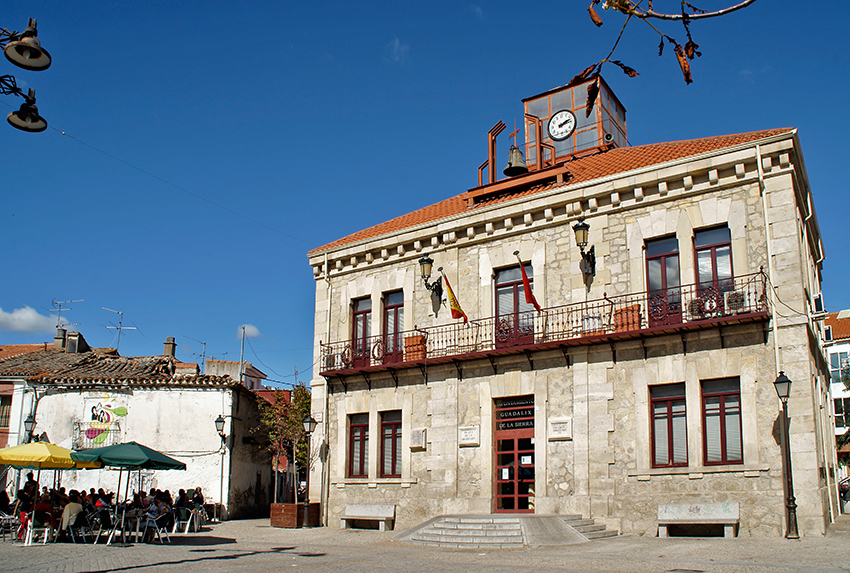
Casa consistorial

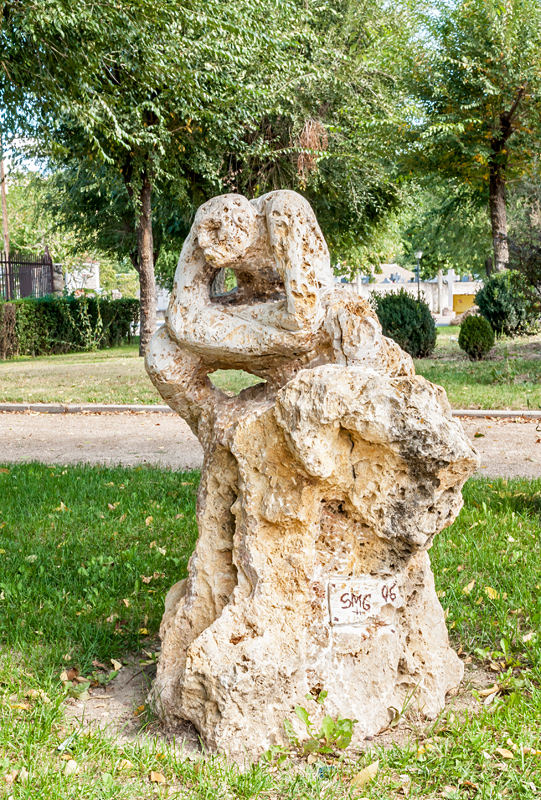
Estatua de un parque

Existen indicios de población en el actual término municipal de Guadalix de la Sierra que llevan a pensar en asentamientos humanos en la cueva de los Alcores ya en el Paleolítico Superior. También se han descubierto restos del período Neolítico y de la Edad del Bronce en la zona del Montecillo.
No faltan vestigios de la presencia de romanos y visigodos, tales como la existencia del antiguo monasterio de San Felices y algunas tumbas. En octubre de 2024 se dio a conocer que en el yacimiento arqueológico de Santa Ana, arqueólogos de la Universidad Autónoma de Madrid descubrieron los cimientos de una basílica funeraria visigoda y 70 tumbas en su interior y en los alrededores, probablemente del siglo VII. Otros hallazgos arqueológicos hacen pensar en una población ininterrumpida en la zona desde época prehistórica. Sus raíces árabes son evidentes, desde el propio nombre del pueblo, hasta otros topónimos como el arroyo Albalá o la gruta de los Alcores.
Sin embargo, la fundación del actual municipio se sitúa a finales del siglo XI cuando, para poblar los territorios conquistados, se crearon las poblaciones que después constituyeron El Real de Manzanares, entre ellas Guadalix. La población quedó bajo la tutela de la Casa del Infantado hasta que Carlos I le concedió el título de Villa el 24 de diciembre de 1523, al mismo tiempo que a Porquerizas (actualmente Miraflores de la Sierra) y a Galapagar.
Desde el siglo XVI, destacó como cruce de caminos de cierta importancia, como es el caso del que comunicaba el castillo de los Mendoza en Manzanares el Real con Chozas de la Sierra (actualmente Soto del Real) y Guadalix; hacia Guadalajara, a través de Torrelaguna y El Casar de Talamanca; y que enlazaba con el procedente de Segovia. Ya en el siglo XVII acogió en su término a florecientes congregaciones religiosas y cofradías, además de cinco ermitas.
Incluso existió un hospital en el pueblo, situado en la calle que aún lleva ese nombre.
Dependiente de la Casa del Infantado y de Segovia se incorporó definitivamente a la provincia de Madrid en 1833.
Los testimonios de la primera mitad del siglo XX hablan de "malas casas en malas calles" al referirse a Guadalix de la Sierra. Sin embargo, ya en 1903 se inauguró un nuevo edificio del Ayuntamiento, y en 1922 ya se había acometido una obra sanitaria importante, como fue la dotación de agua corriente, desde un depósito instalado en la salida hacia Miraflores, con agua proveniente de la finca "La Canaleja". Como testigo, está la inscripción de MCMXXI en la fuente que preside la plaza de la Libertad (plaza conocida por los lugareños como "La Fuente").
Tras la Guerra Civil (1936-1939) se reconstruyó la nave de la iglesia, y se edificaron el centro de higiene rural, alguna vivienda para funcionarios, un abrevadero y una fuente. A partir de los años cincuenta se incrementaron las obras de infraestructura y de servicios en general. Un grupo de unas 10 familias trabajaron en la canteras de piedra, y otras tantas en la extracción de cal para las construcciones. Se instalaron los servicios de cartería, teléfono y telégrafos, así como el servicio de coches entre Madrid y Colmenar Viejo, aunque en Guadalix predominaron las carretas de bestias y las bicicletas. El pueblo contaba con una fonda y un cine, y fue dotado con nuevos locales para el Grupo Escolar (inaugurado en torno a 1953 y transformado en Hogar del Mayor en el siglo XXI).
En el otoño de 1952 tuvo lugar el rodaje de la reconocida película "Bienvenido, Míster Marshall", que representó un auténtico acontecimiento especial para el pueblo; ya que, en ella aparecen muchos lugares del municipio y participó gran parte de sus habitantes. Es un hecho presente en la población y conmemorado en varios puntos (estatua en una rotonda de entrada al pueblo, estatua en el balcón del ayuntamiento, calle con el nombre del supuesto pueblo andaluz de Villar del Río, que emulaba ser en la película).
Mientras tanto el pueblo seguía con sus tareas agrarias, especialmente con una boyante ganadería. Sin embargo, la construcción del embalse de El Vellón (actualmente denominado "de Pedrezuela") en 1967, incidió de manera negativa en la tradicional actividad del pueblo, al anegar amplias zonas de pastos, fragmentos de vías pecuarias, el puente sobre el río Guadalix (conocido como el "Puente de los Tres Ojos", cuyos restos pueden apreciarse cuando baja lo suficiente el nivel de las aguas del embalse) y la antigua ermita ubicada en la orilla del río (ídem), en medio de una alameda ahora inexistente.
Aunque iniciada y continuada desde siglos atrás, en la década de los ´70 del siglo XX} se produjo la explotación intensiva de canteras a cielo abierto, ubicadas la mayoría en el lado sur del embalse, en la antigua carretera que unía Guadalix con El Molar (ahora cortada por la existencia del embalse). Hubo en activo un par de plantas de machaqueo, con el consiguiente aumento del tráfico urbano de camiones que transportaban el árido extraído en bruto y el obtenido tras el proceso de trituración. Actualmente se encuentran en estado de abandono; tanto las canteras como las antiguas instalaciones de transformación en la carretera de Colmenar Viejo y en la carretera de Navalafuente, respectivamente.
Pero el embalse trajo también un cambio positivo: el incremento del sector turístico y, consecuentemente, el de la construcción. Así (aparte de la Colonia Virgen del Espinar, conocida como "Las Casas Baratas", que data de los desarrollos de colonización del régimen franquista de los años ´40 y fue la primera en manifestar el auge de las viviendas en la sierra para épocas de descanso), surgieron las urbanizaciones Miralpantano y Peña del Agua, que datan de finales de los años ´60 del siglo pasado y son las más antiguas del municipio.
Posteriormente, se han construido otras urbanizaciones y algunos edificios de tres y cuatro alturas (como La Tejera, en la salida hacia Miraflores), que han dado una nueva fisonomía a la localidad.
El saneamiento del casco histórico a través de alcantarillado y el asfaltado de las calles con sus correspondientes aceras se finalizó en 1972; dotando así al pueblo de un aspecto más moderno, dentro de la estructura rural que mantenía y eliminando las tradicionales caceras que discurrían por los márgenes de las calles y la carretera principal, a su paso por el casco urbano. Consecuentemente, ese año fue el primero en el que la plaza de toros ya no estuvo en la plaza del pueblo, siendo su primer emplazamiento exterior en Las Eras.
Como curiosidad, a partir de septiembre de 1973, las mujeres embarazadas del pueblo son derivadas obligatoriamente a hospitales de maternidad, interrumpiéndose ese año el histórico nacimiento de lugareños en Guadalix de la Sierra (independientemente de alguna excepción que pudiera producirse puntualmente).
Las nuevas construcciones han convertido a Guadalix de la Sierra en una ciudad dormitorio y de segunda residencia, que hace que, en épocas de veraneo, su población habitual crezca considerablemente.
Este auge poblacional fue el origen de la época dorada para la juventud gualixeña, durante el último cuarto del siglo XX: Donald's, Mc'Groovy, Carpanel, Kross, ... son nombres que quedaron grabados como puntos de reunión de lugareños, veraneantes y visitantes de los pueblos, urbanizaciones y campings de esta zona de la sierra madrileña.
En 1990 se inauguró la carretera que circunvala el pueblo de este a oeste, evitando que muchos vehículos tengan que atravesarlo por el interior del casco urbano.
Por este desarrollo vecinal y turístico, las infraestructuras se fueron modernizando en los últimos años. Como ejemplos, en 1975 se inauguró el campo de fútbol Virgen del Espinar (de tierra, que fue transformado a césped artificial en 2007), en 1984 se inauguró la piscina municipal descubierta, en 2010 se peatonalizó la zona Iglesia-Egido, en 2019 se peatonalizó el casco histórico de la plaza Consistorial y calles aledañas (con una primera ampliación en 2022) y en 2020 se dotó de piscina municipal cubierta.
Es el pueblo donde se desarrollaba el programa televisivo Gran Hermano, desde 2001 hasta 2025.

## Demografía
Cuenta con una población de 6904 habitantes (INE 2024).
| Gráfica de evolución demográfica de Guadalix de la Sierra entre 1842 y 2021                                                                                                  |
| |
| Población de derecho según los censos de población del INE Población de hecho según los censos de población del INEEn estos censos se denominaba Guadalix: 1842, 1857 y 1860 |

## Comunicaciones
Guadalix de la Sierra cuenta con dos líneas de autobuses:
| Línea | Recorrido |
| ----- | --- |
| 197C  | Torrelaguna - Redueña - Venturada - Guadalix de la Sierra - Navalafuente - Cabanillas de la Sierra - La Cabrera - Valdemanco |
| 726   | Madrid (Plaza de Castilla) - Colmenar Viejo - Soto del Real - Guadalix de la Sierra - Navalafuente                           |

## Administración y políticas
Finalizado el escrutinio de las elecciones municipales de 2023, los 13 concejales quedaron así:
- PSOE: 6 concejales (1.552 votos - 43,54%)
- PP: 4 concejales (929 votos - 26,06%)
- Vox: 2 concejales (481 votos - 13,49%)
- Ciudadanos: 1 concejal (355 votos - 9,96%)
- Podemos-IU-AV: 0 concejales (198 votos - 5,55%)

Fuente: https://resultados-elecciones.rtve.es/municipales/2023/comunidad-de-madrid/madrid/guadalix-de-la-sierra/
Tras el acuerdo alcanzado por PSOE y Ciudadanos, será esta coalición la que gobierne.

## Servicios y equipamientos

### Educación
En Guadalix de la Sierra hay dos escuelas infantiles (una pública, Casa del Niño Río de Alisos, y una privada), un colegio público de educación infantil y primaria (CEIP Alejandro Rubio), y un instituto de educación secundaria (IES Luis García Berlanga).

### Equipamientos
En los años 1980 comenzó a funcionar la biblioteca municipal en dependencias del edificio del Ayuntamiento. Desde 2004, hay un Centro de Acceso Público a Internet.
Otros lugares son la piscina descubierta de verano, el gimnasio, el pabellón polideportivo, el frontón cubierto, el puerto deportivo del pantano, la piscina cubierta, la oficina de turismo y una nueva biblioteca municipal.

## Cultura

### Patrimonio arquitectónico

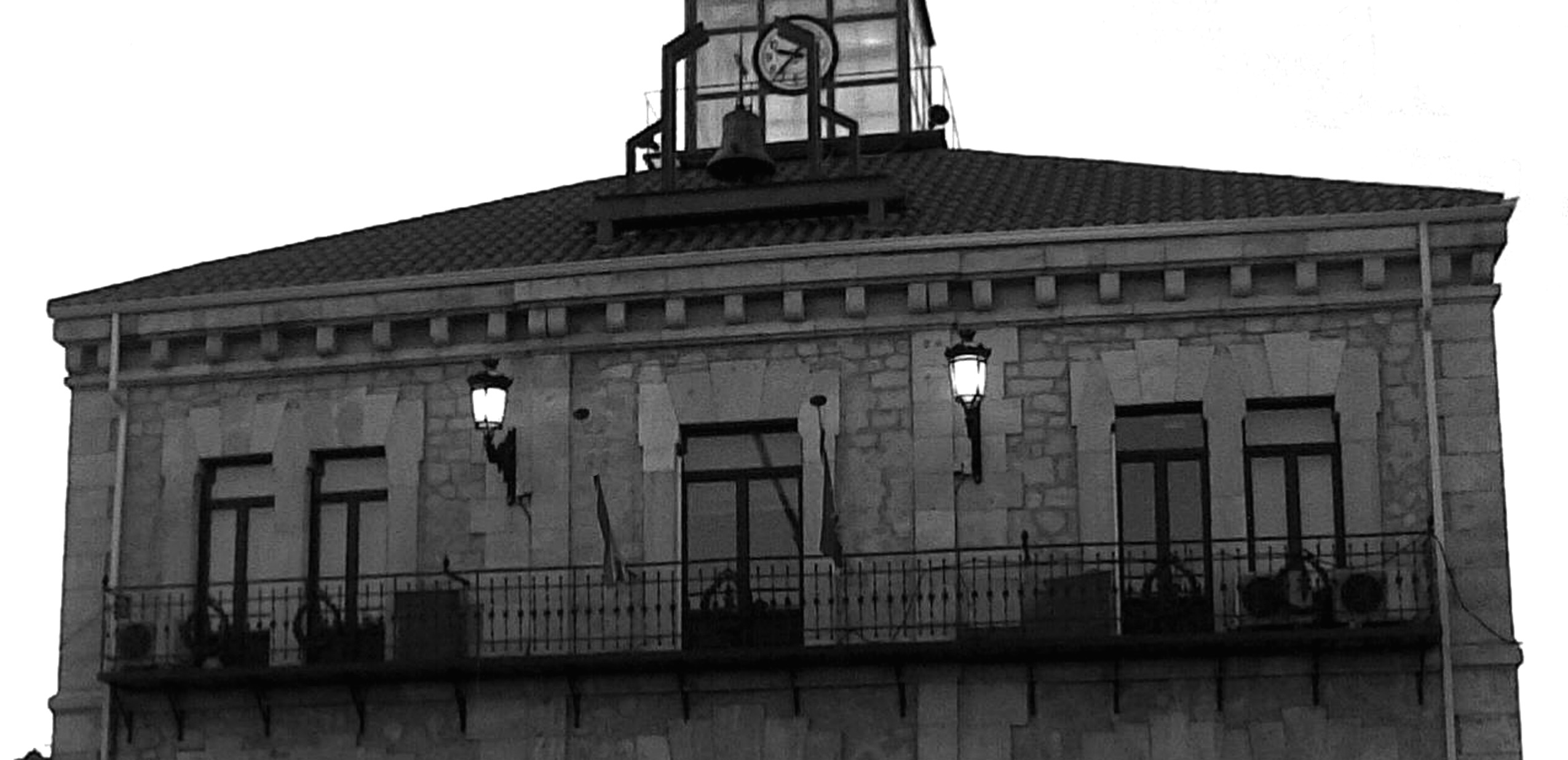
Balconada de la casa consistorial

- La iglesia parroquial de San Juan Bautista, cuya esbelta torre es, sin duda, el elemento más característico del conjunto. La torre fue levantada a principios del siglo XVI por los Campero, padre e hijo. Se trata de una construcción de sillería compuesta por tres cuerpos separados por impostas decoradas con bolas. El superior -el de las campanas- ostenta en cada frente dos vanos ligeramente apuntados. Se remata con una cornisa apoyada sobre ménsulas y se adorna con ocho gárgolas en forma de figuras de animales; sobre aquella se sitúa un antepecho, ornado a su vez con ocho pináculos que enmarcan el arranque del capitel construido con lajas de piedra tallada. En el cuerpo inferior de la torre se halla la portada de acceso al edificio de la iglesia, constituida por un arco apuntado formado por varias arquivoltas cóncavas, entre las que se emplea una franja de decoración de hojas de cardo y animales; un alfiz, con forma de semicírculo en su parte superior encuadra el conjunto. El intradós se decora con flores de cuatro pétalos con botón central, colocándose en la parte curva una repisa para escultura, en la actualidad vacía. En los laterales exteriores se puede apreciar que su estructura estaba pensada para estar formada por tres naves; pero que quedaron reducidas a la central, no llegando a desarrollarse las dos laterales proyectadas inicialmente.

En Bienvenido, Mister Marshall aparecen dos iglesias: la que está en la plaza es falsa y la que se ve detrás es la real.
El conjunto de la cabecera y el crucero, del siglo XVI, es de sillería de buena calidad. Se cubre con bóvedas de crucería que apoyan sobre ménsulas en los capiteles de los cuatro pilares toscanos del crucero. Su altura es espectacular. La sacristía es también del siglo XVI, y está cubierta con bóveda de crucería sobre ménsulas.
En 1992 sufrió una rehabilitación y reforma que cambiaron su aspecto exterior, quedando de manifiesto los materiales contemporáneos utilizados y perdiendo belleza respecto a su aspecto original. La opinión generalizada del vecindario del pueblo es que se perdió valor monumental del conjunto, respecto a su estructura y aspecto originales.
En su interior pueden destacarse dos cuadros renacentistas representando a San Sebastián y a la Virgen del Rosario. Tallas de madera importantes ejecutadas por Mariano Rubio Jiménez, hijo del pueblo y discípulo predilecto de Benlliure. Especial interés posee la figura de San Juan Bautista niño.
- La casa consistorial es una edificación exenta levantada en 1903, en mampostería. Tiene planta rectangular y cubierta a cuatro aguas. Fue reformada en 1991, añadiendo en su cubierta un nuevo elemento central que se distingue en altura y que acoge el mecanismo del reloj (aunque éste ya no está en funcionamiento). Al mismo tiempo que sufrió la reforma, se aprovechó para peatonalizar la plaza Consistorial con un empedrado que, en su diseño original, incluía una fuente con un cauce que recorría la parte central de la plaza, justo delante de la fachada del ayuntamiento. El cauce proyectado permaneció dibujado en el empedrado; aunque, por motivos de seguridad en las concentraciones populares, se descartó la inclusión de la corriente de agua. Se eliminó con la reforma de la plaza Consistorial llevada a cabo en 2019.

- La ermita de la Virgen del Espinar, cuya original quedó sumergida bajo el pantano de Pedrezuela. En 1969 se construyó una nueva, en la ladera del monte de "La Cabeza", obra de Miguel Fisac[4] y que actualmente se encuentra abandonada.[5] En 1997 se decide por referéndum popular construir una nueva, llevándose a cabo su edificación en la ladera sur del pantano. Fue inaugurada en 2002, siendo, desde entonces, la morada de la patrona de la localidad: la Virgen del Espinar. Esta nueva ermita está situada en la antigua carretera que iba a El Molar (ahora cortada por la existencia del embalse y con restricciones al tráfico rodado, para constituir un fabuloso lugar de paseo a las afueras del pueblo).[6]

- Restos arqueológicos de la ermita de Santa Ana. Ubicados en el paraje El Verdugal, estudios arqueológicos realizados en 2024 han detectado cimientos de una basílica visigoda (de en torno al siglo VII), así como la existencia de unas setenta tumbas entre en templo y sus exteriores.

Cabe reseñar "La Fuente", monumento emblemático del casco histórico del pueblo para los lugareños, que es un céntrico punto de reunión y de vida social desde su inauguración en 1921, según reza la inscripción de números romanos esculpidos en su frente.

### Fiestas
Fiestas patronales de Nuestra Señora del Espinar
Las fiestas patronales se celebraban del 7 (día de "la Víspera") al 14 de septiembre, y son en honor a Nuestra Señora la Virgen del Espinar. Lógicamente, son actos principales la novena a la Virgen, en los días previos al 8 de septiembre (día de la Virgen) y la romería que se celebra el día 9.
Antes estaban caracterizadas por los tradicionales encierros y las corridas de toros, que finalizan el "día de los mozos". En los últimos años, se han ido incluyendo mayor variedad de orquestas, espectáculos piromusicales, grand prix de peñas, caldereta de toro de lidia con patatas (el último día), torneos deportivos, charangas de peñas, cucaña, gigantes y cabezudos, campeonato de mus, simultánea de ajedrez, flamencolix, danzalix, trofeo de BTT Virgen del Espinar, ...
Lo que más distingue a las fiestas de Guadalix de las de otras localidades aledañas son las peñas, que aportan alegría y colorido sin igual. En 1973 aparece la primera: "El Séptimo de Caballería", que se rebautizó en años posteriores a "La Alegría" y se vio acompañada por "El Desastre" y "Los Golfos" (la primera infantil, 1977).
Posteriormente, se han ido sucediendo infinidad de ellas, conformando un puzle en el que todos colaboran, se integran y disfrutan; sin olvidar el "riego" típico de las noches en que las peñas están acompañadas de sus charangas (inolvidable para eso el Bar Boni). En los últimos años, también se pueden ver charangas con las peñas durante el día, participando en el encierro, el cañeo y los toros.
La Tortilla
En el día de la tortilla, el martes de Carnaval, los vecinos van a comer la tortilla al campo. Por la tarde desfile de carnaval, con premios para las comparsas y los mejores disfraces.
El Mayo
Madrugada del día 1 de mayo: Representa la tradición ancestral de "poner el mayo" en la plaza, habiéndose convertido, desde 2009, en otra fecha señalada para participar de la música y la fiesta en el casco histórico del pueblo. Los jóvenes quintos se desplazan a la vega del río para cortar un árbol que trasladarán, levantarán y permanecerá erguido en la plaza del ayuntamiento durante todo ese mes. Tradicionalmente, se realizaba por medios manuales / artesanales; pero, a raíz de un incidente ocurrido en 2016, el levantamiento del mayo se realiza con el apoyo de un camión-grúa, que garantiza mejor la seguridad y previene posibles accidentes.
San Isidro
El 15 de mayo, tras la misa que se celebra a la una del mediodía, tiene lugar la procesión en honor al santo. Le acompañan todos los agricultores y ganaderos de la localidad junto con el resto del pueblo. Simbólicamente, se siembra trigo por las calles donde discurre la procesión y acompañan los tractores de la localidad, cuyos arados y remolques se llenan de niños tirando granos de trigo. Precede la procesión la comitiva de caballos. Tras la procesión se siembran-tiran caramelos haciendo la delicia de niños y mayores. En la plaza Consistorial se da limonada y pan con queso.
San Juan
Patrón de Guadalix de la Sierra, su fiesta se celebra el 24 de junio. La iglesia parroquial lleva su nombre. Procesión con la imagen de San Juan niño, obra del escultor Mariano Rubio (hijo del pueblo) hasta la orilla del río Guadalix. Ya en el río, el santo entra en el agua y se bautiza a todo el que quiera renovar su sacramento.

### Asociaciones
Existe una peña taurina.
Están en funcionamiento la Asociación de Mujeres El Espinar de Guadalix y la Casa de la Juventud; además de la AJG (Asociación de Jóvenes de Guadalix), la Asociación de Mayores y la Asociación solidaria "Qué!?".
El Club Deportivo Guadalix (fútbol) tiene su historia: Tras unos años de participación en competiciones de aficionados comarcales, varios valientes decidieron constituirlo y se fundó en septiembre de 1974, comenzando esa misma temporada a competir en la Federación Castellana. Entonces, lo hacía en el campo de fútbol de Miralpantano (que era el único que había en el pueblo). Dada la gran acogida entre los vecinos, éstos se unieron altruistamente para sacar adelante el proyecto de construcción del campo de fútbol Virgen del Espinar, inaugurado el 15 de junio de 1975, en tierra. Desde entonces, cuando sólo había un único equipo original, la oferta del Club ha dado lugar a variedad de categorías masculinas y femeninas, siendo una verdadera escuela deportiva municipal, cuyas instalaciones se modernizaron con césped artificial y gradas desde la remodelación de 2007.